# Dom Mansjonarzy w Krakowie
Dom Mansjonarzy – zabytkowa kamienica znajdująca się w Krakowie, w dzielnicy I przy ulicy Siennej 6, na Starym Mieście.
Kamienica została wzniesiona w XIV wieku. Posiadała oficynę, wychodzącą na cmentarz przy Kościele Mariackim, która w późniejszym czasie została przebudowana na samodzielny budynek – Kamienicę nr 7 przy placu Mariackim.
5 kwietnia 1966 kamienica została wpisana do rejestru zabytków wraz z Kamienicą nr 7 przy placu Mariackim, która była kiedyś jej oficyną. Pomimo iż obecnie są to administracyjnie dwa budynki, w rejestrze nadal widnieją pod jednym wpisem. Kamienica znajduje się także w gminnej ewidencji zabytków.